# Whatever Works
Whatever Works (Si la cosa funciona, en España; Así pasa cuando sucede, en Hispanoamérica) es una película de 2009 escrita y dirigida por Woody Allen e interpretada por Larry David, Evan Rachel Wood y Patricia Clarkson. Se estrenó el 22 de abril en el Festival de cine de Tribeca, y comercialmente el 19 de junio en Estados Unidos.

## Sinopsis
Larry David encarna al álter ego del director. Su personaje es Boris Yellnikoff, un misántropo malhumorado que por casualidad conoce a una joven del sur (interpretada por Evan Rachel Wood) con la que comienza un romance de lo más particular, a pesar de las trabas que ponen a la relación los padres de ella (Ed Begley Jr. y Patricia Clarkson). Yellnikoff, que sufre constantes ataques de pánico, se considera un genio, pues es un físico retirado que dice haber estado cerca de ganar el Premio Nobel por la teoría de cuerdas. Tiene un alto concepto de sí mismo y una opinión negativa sobre la humanidad.

## Reparto
- Larry David, como Boris Yellnikoff.
- Evan Rachel Wood, Melodie St. Ann Celestine.
- Patricia Clarkson, Marietta.
- Ed Begley Jr., John.
- Henry Cavill, Randy James.

## Producción
Rodada a partir de un guion de los años 1970, malogrado tras la muerte del que iba a ser su protagonista, Zero Mostel, Allen esperó durante décadas hasta dar con el actor apropiado para el papel. Aunque el director y guionista ha aclarado que no basó el personaje en su persona ("Pero Boris es un personaje que he creado. No me identifico con él exactamente, es una extrema exageración de mis sentimientos"), son obvias las similitudes.
Whatever Works es la primera película que rueda en suelo estadounidense, concretamente en su ciudad natal, Nueva York, desde Melinda and Melinda, en el 2004.

## Recepción
La premiere tuvo lugar el 22 de abril de 2009 en el Festival de cine de Tribeca, donde fue la película de apertura, mientras que el estreno comercial tuvo lugar casi dos meses después, el 19 de junio, aunque de forma limitada: tan solo en 9 salas, y consiguió una recaudación en el primer fin de semana de 266.162 dólares.
A fecha de 9 de agosto de 2009 llevaba recaudados alrededor de once millones de dólares, frente a un presupuesto de quince.

### Fechas de estreno
Estas son algunas de las fechas de estreno más significativas:
- Premiere: 22 de abril de 2009 (Festival de cine de Tribeca).
- Estados Unidos: 19 de junio de 2009.
- Francia: 1 de julio de 2009.
- España: 2 de octubre de 2009.

## Banda sonora
La banda sonora, editada por Razor & Tie el 30 de junio de 2009, es una mezcla de música clásica y jazz y swing de los años 1930 y 40, que acaba con Larry David interpretando el "Cumpleaños feliz":
1. Hello I Must Be Going, por Groucho Marx and Cast.
2. Salty Bubble, por Tom Sharpsteen and His Orlando.
3. Butterfly By, por Heinz Kiessling.
4. Honeymoon Swoon, por Werner Tautz.
5. If I could be With You, por Jackie Gleason.
6. Sinfonía n.º 9 en Re menor, Opus 125 "Choral" Molto Vivace, de Beethoven, interpretada por Orquesta Filarmónica Real.
7. Marcha nupcial, de Felix Mendelssohn, interpretada por la Orquesta Filarmónica Real.
8. Sinfonía n.º 5 en Do menor, de Beethoven, interpretada por la Orquesta Filarmónica Real.
9. Desafinado, por Stan Getz y Charlie Byrd.
10. Spring Will Be a Little Late This Year, por Red Garland.
11. Meniniha Flor, por Charlie Byrd.
12. Auld Lang Syne, por Dick Hyman and His Orchestra.
13. Happy Birthday to You, por Larry David.

## Adaptaciones
En 2015 se estrenó la comedia Si la cosa funciona, dirigida por Alberto Castrillo-Ferrer y protagonizada por José Luis Gil, Ana Ruiz, Rocío Calvo, Ricardo Joven y Beatriz Santana.